# Cloeotis percivali
Cloeotis percivali is een vleermuis uit de familie van de Rhinonycteridae. De wetenschappelijke naam van de soort werd voor het eerst geldig gepubliceerd door Oldfield Thomas in 1901.